# Henry Pelham-Clinton-Hope (9e duc de Newcastle)
Henry Edward Hugh Pelham-Clinton-Hope, 9e duc de Newcastle-under-Lyne, (8 avril 1907 - 4 novembre 1988) titré comte de Lincoln de 1928 à 1941, est un pair britannique et un aviateur.

## Jeunesse
Né à Whitehall Court, Henry Edward Hugh Pelham-Clinton-Hope est le fils aîné de Francis Pelham-Clinton-Hope (8e duc de Newcastle), et de son épouse, Olive Muriel Thompson, fille du banquier australien George Horatio Thompson. Pelham-Clinton-Hope fait ses études à la Sandroyd School dans le Wiltshire, puis au Collège d'Eton, puis au Magdalen College, à Oxford. En 1928, il (et non son père) hérite du siège familial de Clumber House de son oncle Henry Pelham-Clinton (7e duc de Newcastle) et il succède à son père comme duc en 1941. La maison est démolie à la fin des années 1930 et les plans de reconstruction à plus petite échelle n'ont jamais été entrepris; le domaine est vendu au National Trust en 1946. Devenu duc de Newcastle en 1941, au cours des années 1950, il déménage le siège de la famille à Boyton Manor dans le Wiltshire.

## Carrière
En 1936, le futur duc rejoint la Royal Auxiliary Air Force et sert dans l'escadron n° 609 (West Riding) (Fighter). En 1938, il est muté pour devenir chef d'escadron de l'escadron n° 616 (South Yorkshire) (chasseur). Il combat pendant la Seconde Guerre mondiale et, après sa fin en 1945, est nommé Officier de l'Ordre de l'Empire britannique. À partir de 1947, il commande une unité de défense aérienne dans le Hampshire en tant que commandant d'escadre. Il est lieutenant adjoint du Nottinghamshire (1937–1948) et juge de paix (1933–1948).
En 1948, le duc émigre en Rhodésie du Sud, où sa fille Patricia est née. Au moment de sa mort en 1988, son adresse habituelle est 5 Quay Hill, Lymington et il détenait des actifs nets (homologués) de 3163807 £.

## Famille
Le 23 mars 1931, il épouse Jean Gimbernat (décédée en 1968), l'ex-épouse de Jules Raymond Gimbernat, Jr. et fille de Mabel Grant Hatch et Eugene Kelly Austin, adoptée par le deuxième mari de sa mère, David Banks de New York. Ils divorcent en 1940 et, environ six ans plus tard, le 30 novembre 1946, le duc de Newcastle se remarie à Mary Diana Montagu-Stuart-Wortley (2 juin 1920 - 19 septembre 1997), deuxième fille du 3e comte de Wharncliffe, de son mariage avec Maud Lillian Elfreda Mary Wentworth-Fitzwilliam. Par sa seconde épouse, il a deux filles:
- Patricia Pelham-Clinton-Hope (née le 20 juillet 1949); en 1971, elle épouse d'abord Alan Pariser et divorce en 1974; puis en 1981 l'acteur Nick Mancuso, divorcé en 1983. Elle a un fils, Dorian Henry Navarr Pelham-Clinton-Hope, né en 1990 et vivant en 2008 à Palm Beach, en Floride[6]
- Kathleen Marie Gabrielle Pelham-Clinton-Hope (1er janvier 1951 - 1er mai 2016), épouse en 1970 Edward Vernon Reynolds (divorcé), et a une fille, Roxanna, avec Alan Dawson. En 2008, elle vivait à Ballinakil, Kilfinny, près de Croom, dans le comté de Limerick, en Irlande. Elle est décédée en 2016.

Après un nouveau divorce en 1959, le 23 octobre de la même année, Newcastle épouse Sally Ann Wemyss (décédée en 2015), ancienne épouse de Fikret Jemal et fille aînée du brigadier John Henry Anstice, de Kyrenia, Chypre.
À sa mort le 4 novembre 1988, Edward Pelham-Clinton, un descendant d'un fils cadet du 4e duc, lui succède brièvement dans le duché, mais avec la mort de son successeur le jour de Noël 1988, le duché s'éteint. Un cousin australien éloigné, Edward Fiennes-Clinton, lui succède alors en tant que comte de Lincoln.